# Енні Кемпбелл-Орд
Енні Кемпбелл-Орд (5 жовтня 1995 , Велльс, Південно-Західна Англія ) — британська веслувальниця, бронзова призерка Олімпійських ігор 2024 року.

## Виступи на Олімпіадах
| Олімпіада  | Дисципліна | Місце |
| ---------- | ---------- | ----- |
| Париж 2024 | вісімки    | 3     |

## Зовнішні посилання
- Енні Кемпбелл-Орд на сайті World Rowing (англійська)
- Енні Кемпбелл-Орд на сайті Olympics.com (англійська)
- Енні Кемпбелл-Орд на сайті British Olympic Association (англійська)